# Юлий Поллукс
Ю́лий Полиде́вк (др.-греч. Ιούλιος Πολυδεύκης) или Ю́лий Поллу́кс (лат. Iulius Pollux) — известный лексикограф, софист и ритор второй половины II века, писавший на греческом языке.
Юлий Поллукс был родом из египетского города Навкратиса, учился у ритора Адриана.
Пользовался покровительством римских императоров Марка Аврелия и его сына Коммода.
Юлий Поллукс является автором нескольких сочинений, из которых до нас дошёл только «Ономастикон», причём не в оригинальном варианте, а в более позднем переложении.

## Ономастикон
«Ономастикон» представляет собой лексикон — энциклопедию в 10 книгах, составленную по предметному принципу, с включениями элементов риторики.
Лексикон содержит краткие толкования слов, множество цитат из более ранних авторов: Аристофана Византийского, Эратосфена, Памфила и других, сведения из разных областей жизни, а также 52 выражения, служащие для восхваления правителей, и 33 выражения для ругательств в адрес сборщиков податей.
Схема классификации, разработанная Юлием Поллуксом:
1. Боги. Места культа, алтари и храмы. Создание и разрушение. Жрецы. Провидцы и искусство провидения. Благочестивые и безбожники. Монархи, купцы, ремесленники. Дом, корабль. Погода. Армия. Лошади и искусство верховой езды. Домашние животные. Сельское хозяйство, плуг, средства перемещения, пчелы.
2. Человек. Возрастные отличия. Рождение человека. Части тела.
3. Пол. Родство. Брак. Дети. Друзья. Господа и рабы. Строительное дело. Географическое положение. Путешествие. Печаль, радость.
4. Образование: грамматика и риторика. Философы и софисты. Поэты и музыканты. Музыкальные инструменты. Танцы, театр. Астрономия. Медицина и болезни.
5. Охота. Собаки. Животные, на которых охотятся. Женские украшения. Мужество, страх. Фармацевтическое дело. Молитва. Слава.
6. Гости. Вино и продукты. Еда. Застольная беседа.
7. Рынок. Купля и продажа. Торговцы. Товары. Деньги.
8. Суд. Судья. Процессы. Наказания. Доносчик.
9. Административное деление. Город. Общественные здания. Игры детей и взрослых.
10. Утварь.

Каждая книга начинается с восхваления императора Коммода.
«Ономастикон» был впервые опубликован в 1502 году в Венеции в латинском переводе.